# Aleksandrs Koblencs
Aleksandrs Koblencs (nom letó; en alemany Alexander Koblenz, en polonès Aleksander Koblenc, en rus Александр Кобленц, Aleksandr Kóblents) (3 de setembre de 1916, Riga – 9 de desembre de 1993, Riga) fou un jugador d'escacs, entrenador, i escriptor d'escacs letó, que ostentà el títol de Mestre Internacional.

## Resultats destacats en competició
Els anys immediatament anteriors a la Guerra Civil Espanyola, va visitar Catalunya, on el 1935 fou 4t al torneig de Roses (campió: Salo Flohr), i el 1936 fou 5è al torneig de Reus (campions: Esteban Canal i Jakob Silbermann). El 1937 guanyà a Brno, amb 9/11, per davant de Lajos Steiner. El 1938, fou 5è a Milà (guanyaren Erich Eliskases i Mario Monticelli). El 1939, empatà als llocs 13è-14è a Kemeri-Riga (campió: Flohr).

### Campionats nacionals letons
Koblencs guanyà el Campionat d'escacs de Letònia quatre cops (1941, 1945, 1946, 1949), tot i que el 1945 fou segon rere Vladimir Alatortsev, i el 1949 rere Mark Taimanov, ja que ambdós jugadors hi participaven fora de concurs. El juny de 1944 fou subcampió a Udelnaya, rere Voldemars Mezhgailis.

### Campionats d'escacs del Bàltic
Va participar en diversos Campionats d'escacs del Bàltic: el 1944/45, fou 2n, rere Paul Keres, a Riga; l'octubre-novembre de 1945, empatà als llocs 3r-4t a Riga (campió: Vladas Mikenas); el juny/juliol de 1946 empatà als llocs 6è-8è a Vílnius (el campió fou Iuri Averbakh); el 1961, fou 3r a Palanga (campió: Iivo Nei).

### Altres competicions i activitats
El 1945 participà en el XIV Campionat de l'URSS, a Moscou, on hi fou 14è.
Com a entrenador, va començar amb un jove Mikhaïl Tal el 1949, i el va entrenar durant el seu ascens meteròric a mitjan anys 1950. Va ser el seu entrenador, en especial, durant els matxs pel Campionat del món de 1960 i de 1961 contra Mikhaïl Botvínnik.
També va entrenar l'equip de la Unió Soviètica (per exemple, a les Olimpíades de 1956 a Moscou i de Leipzig 1960).
Koblencs és conegut també com a escriptor de llibres d'escacs, molts dels quals han estat traduïts a altres llengües, sobretot a l'alemany. Durant alguns anys, fou l'editor de la revista Latvian chess magazine. També fou alguns anys editor de la revista letona Sahs i de la revista alemanya Schach-Journal.